# Novák Antal (tanár)
Novák Antal (Timafalva, 1851. június 20. – Szamosújvár, 1898. november 30.) gimnáziumi tanár.

## Családja
Az erdélyi örmény nemesi Novák / Ávák család leszármazottja.   A szentmiklósi Novák család 1753-ban kapott nemesi címet.
Szülei Novák Antal (1814-1887) és Szenkovics Mária, felesége a szintén örmény Simay Jozefin (1862-1942) volt.

## Életútja
Középiskoláit a székelykeresztúri unitárius és a székelyudvarhelyi római katolikus főgimnáziumban végezte. 1870-ben a budapesti József-műegyetem hallgatója lett; itt három évi tanfolyamot végzett, de 1874. május 4-én rendes sorozás útján a császári és királyi közös hadsereghez közkatonának besorozták. Hadkötelezettségének befejezése után, 1877-ben a kolozsvári egyetemen tanult és dolgozataival kétszer nyert pályadíjat és 1880-ban tanári oklevelet. 1880-tól 1886-ig a szamosújvári elemi fiú népiskola tanítója volt. 1886-tól pedig ugyanott a mennyiségtan tanára az örmény katolikus (majd állami) algimnáziumban.
Cikkei vannak az iskolai Értesitőben, az Armeniában és a napi lapokban.

## Munkái
- Beszéd. Tartotta Szamosujvárt 1894. márcz. 15. Szamosujvár, 1894
- Számtan a törtszámokkal elemi népiskolák számára. Szamosujvár